# Provincies van Tsjaad
Tsjaad is onderverdeeld in 17 provincies. Tot 1 september 1999 was Tsjaad onderverdeeld in 14 prefecturen. Het land werd toen heringedeeld in 28 departementen en 1 stad. Deze indeling werd in 2002 weer gewijzigd om tot de regio's te komen. De regio's werden verder onderverdeeld in departementen. Sinds 2018 is de bestuurlijke indeling van Tsjaad grondig gewijzigd. Tsjaad is nu verdeeld in 17 provincies, 107 departementen en 377 gemeenten. De regio's zijn hernoemd in provincies.

## Regio's tot en met 2018
| #  | Provincie             | Hoofdstad    | Kaart                    |
| -- | --------------------- | ------------ | ------------------------ |
| 1  | Batha                 | Ati          | Departementen van Tsjaad |
| 2  | Borkou-Ennedi-Tibesti | Faya-Largeau | Departementen van Tsjaad |
| 3  | Chari-Baguirmi        | Massenya     | Departementen van Tsjaad |
| 4  | Guéra                 | Mongo        | Departementen van Tsjaad |
| 5  | Hadjer-Lamis          | Massakory    | Departementen van Tsjaad |
| 6  | Kanem                 | Mao          | Departementen van Tsjaad |
| 7  | Lac                   | Bol          | Departementen van Tsjaad |
| 8  | Logone Occidental     | Moundou      | Departementen van Tsjaad |
| 9  | Logone Oriental       | Doba         | Departementen van Tsjaad |
| 10 | Mandoul               | Koumra       | Departementen van Tsjaad |
| 11 | Mayo-Kebbi Est        | Bongor       | Departementen van Tsjaad |
| 12 | Mayo-Kebbi Ouest      | Pala         | Departementen van Tsjaad |
| 13 | Moyen-Chari           | Sarh         | Departementen van Tsjaad |
| 14 | Ouaddaï               | Abéché       | Departementen van Tsjaad |
| 15 | Salamat               | Am Timan     | Departementen van Tsjaad |
| 16 | Tandjilé              | Laï          | Departementen van Tsjaad |
| 17 | Wadi Fira             | Biltine      | Departementen van Tsjaad |
| 18 | Ndjamena              | Ndjamena     | Departementen van Tsjaad |

## Departementen (1999-2002)
| #  | Departement       | Hoofdstad   | Kaart                    |
| -- | ----------------- | ----------- | ------------------------ |
| 1  | Assoungha         | Adré        | Departementen van Tsjaad |
| 2  | Baguirmi          | Massenya    | Departementen van Tsjaad |
| 3  | Bahr El Gazal     | Moussouro   | Departementen van Tsjaad |
| 4  | Bahr Kôh          | Sarh        | Departementen van Tsjaad |
| 5  | Biltine           | Biltine     | Departementen van Tsjaad |
| 6  | Borkou            | Faya        | Departementen van Tsjaad |
| 7  | Dababa            | Bokoro      | Departementen van Tsjaad |
| 8  | Ennedi            | Fada        | Departementen van Tsjaad |
| 9  | Guéra             | Mongo       | Departementen van Tsjaad |
| 10 | Hadjer Lamis      | Massaguet   | Departementen van Tsjaad |
| 11 | Kabia             | Gounou-Gaya | Departementen van Tsjaad |
| 12 | Kanem             | Mao         | Departementen van Tsjaad |
| 13 | Lac               | Bol         | Departementen van Tsjaad |
| 14 | Lac Iro           | Kyabe       | Departementen van Tsjaad |
| 15 | Mandoul           | Koumra      | Departementen van Tsjaad |
| 16 | Mayo Boneye       | Bongor      | Departementen van Tsjaad |
| 17 | Mayo-Dallah       | Pala        | Departementen van Tsjaad |
| 18 | Monts de Lam      | Mbaïbokoum  | Departementen van Tsjaad |
| 19 | Ndjamena          | -           | Departementen van Tsjaad |
| 20 | Batha Est         | Oum-Hadjer  | Departementen van Tsjaad |
| 21 | Logone Oriental   | Doba        | Departementen van Tsjaad |
| 22 | Tandjilé Est      | Laï         | Departementen van Tsjaad |
| 23 | Ouaddaï           | Abéché      | Departementen van Tsjaad |
| 24 | Salamat           | Am-Timan    | Departementen van Tsjaad |
| 25 | Sila              | Goz-Beïda   | Departementen van Tsjaad |
| 26 | Tibesti           | Bardaï      | Departementen van Tsjaad |
| 27 | Batha Ouest       | Ati         | Departementen van Tsjaad |
| 28 | Logone Occidental | Moundou     | Departementen van Tsjaad |
| 29 | Tandjilé Ouest    | Kelo        | Departementen van Tsjaad |

## Prefecturen (tot 1999)
De volgende tabel geeft een overzicht van de opsplitsing van de prefecturen in departementen.
| #  | Prefectuur            | Gesplitst in                             | Kaart                  |
| -- | --------------------- | ---------------------------------------- | ---------------------- |
| 1  | Batha                 | Batha Est, Batha Ouest                   | Prefecturen van Tsjaad |
| 2  | Biltine               | Biltine                                  | Prefecturen van Tsjaad |
| 3  | Borkou-Ennedi-Tibesti | Borkou, Ennedi, Tibesti                  | Prefecturen van Tsjaad |
| 4  | Chari-Baguirmi        | Baguirmi, Dababa, Hadjer Lamis, Ndjamena | Prefecturen van Tsjaad |
| 5  | Guéra                 | Guéra                                    | Prefecturen van Tsjaad |
| 6  | Kanem                 | Bahr El Gazal, Kanem                     | Prefecturen van Tsjaad |
| 7  | Lac                   | Lac                                      | Prefecturen van Tsjaad |
| 8  | Logone Occidental     | Logone Occidental                        | Prefecturen van Tsjaad |
| 9  | Logone Oriental       | Monts de Lam, Logone Oriental            | Prefecturen van Tsjaad |
| 10 | Mayo-Kebbi            | Kabia, Mayo Boneye, Mayo-Dallah          | Prefecturen van Tsjaad |
| 11 | Moyen-Chari           | Bahr Kôh, Lac Iro, Mandoul               | Prefecturen van Tsjaad |
| 12 | Ouaddaï               | Assongha, Ouaddaï, Sila                  | Prefecturen van Tsjaad |
| 13 | Salamat               | Salamat                                  | Prefecturen van Tsjaad |
| 14 | Tandjilé              | Tandjilé Est, Tandjilé Ouest             | Prefecturen van Tsjaad |